# Dresserus obscurus
Dresserus obscurus är en spindelart som beskrevs av Pocock 1898. Dresserus obscurus ingår i släktet Dresserus och familjen sammetsspindlar. Inga underarter finns listade i Catalogue of Life.